# Fryderyk Toth

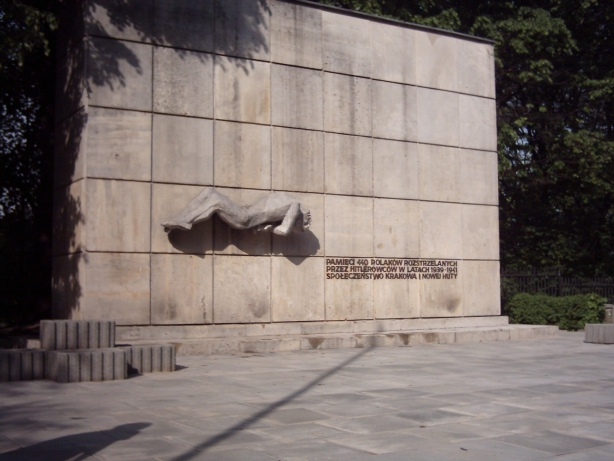
Pomnik zgładzonych w Forcie w Krzesławicach autorstwa Fryderyka Totha i Anny Raynoch-Brzozowskiej.

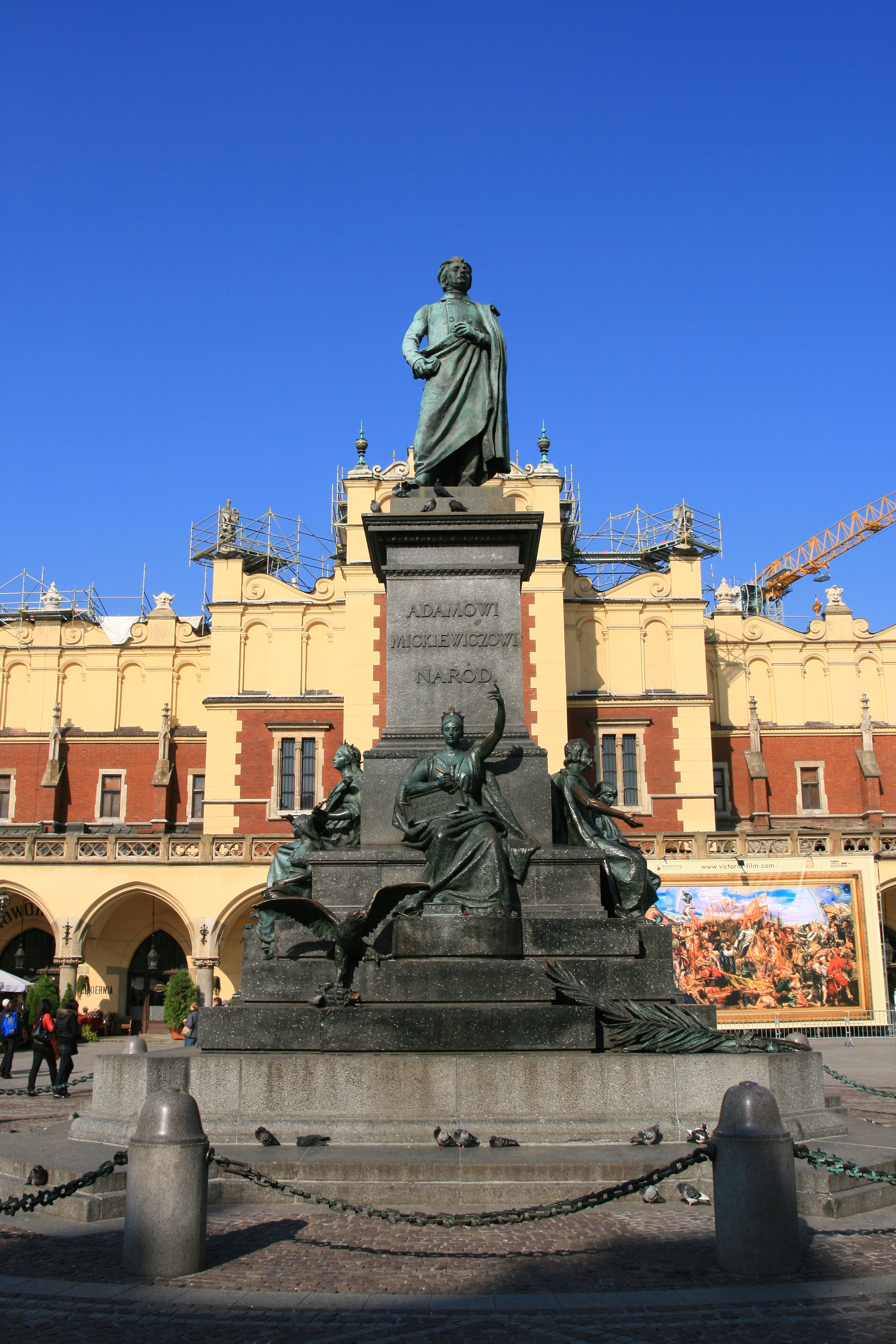
Pomnik Adama Mickiewicza w Krakowie zrekonstruktowany w 1955 przez Fryderyka i Janinę Toth oraz Franciszka Łuczywo.

Fryderyk Karol Toth (ur. 19 sierpnia 1896 w Brzeżanach, zm. 20 maja 1982) – polski artysta rzeźbiarz, kapitan piechoty Wojska Polskiego.

## Życiorys
Urodził się w Brzeżanach, w rodzinie Wiktora i Marii z Baśkiewiczów.
Do Wojska Polskiego został przyjęty z byłej armii austro-węgierskiej. Służył w 51 Pułku Piechoty w Brzeżanach. W styczniu 1927 został przeniesiony służbowo do Powiatowej Komendy Uzupełnień Brzeżany na sześć miesięcy. W sierpniu tego roku został przeniesiony do kadry oficerów piechoty z równoczesnym przydziałem do Powiatowej Komendy Uzupełnień Buczacz na stanowisko kierownika I referatu administracji rezerw. W listopadzie 1928 został przesunięty na stanowisko kierownika II referatu poborowego. W grudniu 1929 został przeniesiony do Dowództwa Okręgu Korpusu Nr VI we Lwowie. Z dniem 1 września 1935 został przydzielony do Ministerstwa Komunikacji na sześciomiesięczną praktykę. Po zakończeniu praktyki został ze zwolniony z czynnej służby wojskowej i zatrudniony z Okręgowej Dyrekcji Kolei we Lwowie.
Zmarł 20 maja 1982 w Krakowie, a pięć dni później został pochowany na Cmentarzu Salwatorskim w Krakowie.
Fryderyk po raz pierwszy ożenił się z Praksedą Walerią z Kołtunów, z którą miał córkę Teresę (ur. 1926). 26 grudnia 1935, po rozwodzie z pierwszą żoną, zawarł związek małżeński z rzeźbiarką Janiną Reichert (1895–1986).

## Twórczość
- Pomnik Adama Mickiewicza w Krakowie – 1955 rekonstrukcja wspólnie z Janiną Toth i Franciszkiem Łuczywo
- Pomnik zgładzonych w Forcie w Krzesławicach –1957 (współautorka Anna Raynoch-Brzozowska)